# Eleições parlamentares europeias de 2004 (Áustria)
As eleições parlamentares europeias de 2004 na Áustria foram realizadas a 13 de junho para eleger os 18 assentos do país para o Parlamento Europeu.

## Resultados Nacionais
| Partido                 | Partido                       | Votos     | %               | +/-   | Deputados | +/-     |
| ----------------------- | ----------------------------- | --------- | --------------- | ----- | --------- | ------- |
|                         | Partido Social-Democrata      | 833 517   | 33,33 / 100,00  | 1,62  | 7 / 18    | Estável |
|                         | Partido Popular               | 817 716   | 32,70 / 100,00  | 2,03  | 6 / 18    | 1       |
|                         | Lista Hans-Peter Martin       | 349 696   | 13,98 / 100,00  | Novo  | 2 / 18    | Novo    |
|                         | Os Verdes - Alternativa Verde | 322 429   | 12,89 / 100,00  | 3,60  | 2 / 18    | Estável |
|                         | Partido da Liberdade          | 157 722   | 6,31 / 100,00   | 17,09 | 1 / 18    | 4       |
|                         | Outros                        | 19 530    | 0,78 / 100,00   |       | 0 / 18    |         |
| Votos Inválidos         | Votos Inválidos               | 66 029    | 2,57 / 100,00   | 0,45  |           |         |
| Total                   | Total                         | 2 566 639 | 100,00 / 100,00 |       | 18 / 18   | 3       |
| Eleitorado/Participação | Eleitorado/Participação       | 6 049 129 | 42,43 / 100,00  | 6,97  |           |         |
| Fonte                   | Fonte                         | [ 1 ]     | [ 1 ]           | [ 1 ] | [ 1 ]     | [ 1 ]   |